# Zahorodîșce, Ciornobai
Zahorodîșce (în ucraineană Загородище) este un sat în comuna Irkliiv din raionul Ciornobai, regiunea Cerkasî, Ucraina.

## Demografie
Componența lingvistică a localității Zahorodîșce
     Ucraineană (93,81%)
     Rusă (6,19%)
Conform recensământului din 2001, majoritatea populației localității Zahorodîșce era vorbitoare de ucraineană (93,81%), existând în minoritate și vorbitori de rusă (6,19%).